# Georg Tappert
Georg Tappert (Berlim, 20 de outubro de 1880 - Berlim, 16 de novembro de 1957) foi um pintor expressionista alemão. Em 1910 foi fundador com Emil Nolde e Max Pechstein da Nova Secessão berlinesa.
Com as suas imagens de cantantes de cabaré, artistas exóticas e pessoas da rua, Tappert foi um dos primeiros artistas que descobriu o grande mundo do entretenimento da cidade como tema. Também adquiriu uma excelente reputação como professor na Universidade Pedagógica das Belas Artes de Berlim.

## Biografia
Tappert cresceu como o filho de um alfaiate na Friedrichstrasse, a antiga zona de lazer de Berlim. Estudou de 1900 a 1903 na Academia de Belas Artes de Karlsruhe (Großherzoglich Badischen Akademie der Bildenden Künste). Em 1905 regressou para Berlim como artista independente e teve a sua primeira exposição individual na galeria de Paul Cassirer. De 1906 a 1909 residiu na colônia de artistas de Worpswede, e depois foi a uma escola privada de arte, cujo aluno mais famoso era Wilhelm Morgner. Nesse tempo recebeu a influência de Paula Modersohn-Becker, assim como da arte moderna francesa. Em Worpswede pintou naturezas-mortas, paisagens e retratos.
De novo em Berlim em 1910, as suas obras foram recusadas pelo jurado da Secessão de Berlim, fato que motivou a criação da Nova Secessão berlinesa, com Emil Nolde e Max Pechstein. Tappert foi o seu segundo presidente e principal organizador. Durante este período, até a Primeira Guerra Mundial, Tappert desenvolveu grandes obras expressionistas: imagens de mulheres, dançarinas, retratos e nus da sua modelo preferida, Betty. Além da pintura, dedicou-se intensamente às técnicas gráficas em madeira e linóleo, à litografia e à gravura. Em 1912 teve representação com quatro pinturas de grande formato na Exposição da Internationalen Sonderbundausstellung em Colônia, e na segunda exposição do Blaue Reiter em Munique. Em 1913 foi nomeado professor da Real Escola de Arte de Berlim e na escola de arte privada Berlin-Wilmersdorfer Kunstschule.
Desde 1916 recebeu a influência do cubismo, do futurismo e do orfismo. Em 1918 foi um dos fundadores do Novembergruppe (Grupo de novembro) e do grupo Arbeitsrat für Kunst. Seguiu dando aulas, e em 1921 recebeu a cátedra. Na sua obra da década de 1920 e de 1930, dedicou-se principalmente às mulheres dos cafés, aos espetáculos de variedades e cabaré e ao circo, assim como aos nus e retratos num estilo realista muito rico e expressivo. Durante esse tempo a marca pictórica perde sentido para ele, enquanto ganhou grande importância o desenho.
Em 1933 foi designado artista degenerado pelos nazistas, sendo despedido do seu posto de ensino. Em 1945 reconstruiu-se em nome das forças de ocupação a Academia de Educação Artística de Berlim, sob comando de Karl Hofer, voltando para o seu posto docente. Em 1953 foi premiado em reconhecimento ao seu trabalho educacional com a Ordem do Mérito da República Federal da Alemanha.